# Wielton
 (août 2011).
Si vous disposez d'ouvrages ou d'articles de référence ou si vous connaissez des sites web de qualité traitant du thème abordé ici, merci de compléter l'article en donnant les références utiles à sa vérifiabilité et en les liant à la section « Notes et références ».
WIELTON SA est le plus grand fabricant polonais[réf. nécessaire] de semi-remorques et de remorques pour camions, et le leader en Europe de l’Est.

## Histoire
La libéralisation du marché polonais, dans le sillage des changements politiques en 1989, a créé une grave pénurie de véhicules industriels à la suite d'une demande sans cesse croissante des nombreuses sociétés de transport privés nouvellement arrivés sur le marché. 
Ryszard Prozner et Krzysztof Tylkowski  ont fondé à cet effet, en 1991, l’actuelle Wielton SA, société qui était spécialisée à l’origine dans l'importation de véhicules d'occasion des pays occidentaux, de leur remise en état et de leur revente en Pologne.
Après cinq ans, l'entreprise fut transformée en société à responsabilité limitée (pln. Sp. z ograniczoną odpowiedzialnością / Sp. z oo en abrégé), sous le nom de marque actuelle et l'activité commerciale de l'entreprise remplacée par la production de ses propres véhicules industriels. Enfin en 2004, la société est devenue une société anonyme (Sp PLN. Akcyjna / SA en abrégé) et fut introduite à la bourse polonaise.
Depuis sa conversion en société anonyme, l’entreprise a réalisé des investissements s'élevant à environ 15 M € pour moderniser  et automatiser son cycle de production. La gamme de produits a été développée et compte actuellement 60 types différents de remorques et de semi-remorques, ainsi qu'une gamme de matériels agricoles commercialisée sous la marque WIELTON AGRO. Un réseau très dense de partenaires commerciaux et de points service après-vente a vu le jour en Pologne, mais aussi en Europe centrale et en Europe de l’Est. En plus de sa position de leader du marché en Pologne, l'entreprise est fortement implantée en Ukraine et en Russie. Des partenaires commerciaux  se trouvent aussi dans de nombreux pays d'Europe occidentale et méridionale, dont l'Allemagne, les Pays-Bas, l'Autriche, la Suisse, l’Italie et la France.
Le nom de la société vient du mot polonais pour « beaucoup » (pln. Wiele) et pour « tonnes » (pln. Tony) et aussi du nom de la ville où se trouve le siège de la société, c'est-à-dire Wieluń.

## Les marques du groupe Welton
- Cardi
- Fruehauf France
- Langendorf
- Lawrence David
- Viberti
- Wielton
- Wielton Agro